# Yuriko Kobayashi
Yuriko Kobayashi (jap. 小林 祐梨子, Kobayashi Yuriko; * 12. Dezember 1988 in Ono) ist eine ehemalige japanische Mittel- und Langstreckenläuferin.

## Sportliche Laufbahn
Erste internationale Erfahrungen sammelte Yuriko Kobayashi im Jahr 2004, als sie bei den Juniorenweltmeisterschaften in Grosseto im 800-Meter-Lauf mit 2:07,65 min in der ersten Runde ausschied. Im Jahr darauf gewann sie bei den Jugendweltmeisterschaften in Marrakesch in 4:13,96 min die Silbermedaille über 1500 Meter und sicherte sich daraufhin bei den Asienmeisterschaften im südkoreanischen Incheon in 3:14,15 min die Bronzemedaille hinter ihrer Landsfrau Miho Satō und Swetlana Lukaschewa aus Kasachstan. Bei den Crosslauf-Weltmeisterschaften 2006 in Fukuoka erreichte sie nach 13:34 min Rang 30 im Kurzrennen. Anschließend gewann sie bei den Juniorenweltmeisterschaften in Peking in 4:12,88 min die Bronzemedaille über 1500 Meter und gewann anschließend bei den Asienspielen in Doha in 2:14,96 min die Silbermedaille hinter der Bahrainerin Maryam Yusuf Jamal. 2008 schaffte sie im 5000-Meter-Lauf die Qualifikation für die Olympischen Spiele in Peking, bei denen sie aber mit 15:15,87 min im Vorlauf ausschied.
2009 belegte sie bei den Weltmeisterschaften in Berlin in 15:12,44 min den elften Platz über 5000 Meter und siegte anschließend bei den Ostasienspielen in Hongkong in 16:46,86 min. Im Jahr darauf erreichte sie beim Continental-Cup in Split in 9:10,92 min den siebten Platz im 3000-Meter-Lauf und 2011 gewann sie bei den Asienmeisterschaften in Kōbe in 15:42,59 min die Bronzemedaille hinter der Bahrainerin Tejitu Daba und ihrer Landsfrau Hitomi Niiya. im November 2013 bestritt sie in San José ihren letzten Wettkampf und beendete daraufhin ihre Karriere als Leichtathletin im Alter von 24 Jahren.
2005 wurde Kobayashi japanische Meisterin im 1500-Meter-Lauf sowie 2008 über 5000 Meter.

## Persönliche Bestzeiten
- 1500 Meter: 4:07,86 min, 24. September 2006 in Yokohama
- 3000 Meter: 8:51,85 min, 4. Juni 2008 in Sapporo
- 5000 Meter: 15:07,37 min, 5. April 2008 in Kumamoto
- 10.000 Meter: 31:51,91 min, 21. September 2012 in Fukuoka